# Serge Orru
 (novembre 2012).
Si vous disposez d'ouvrages ou d'articles de référence ou si vous connaissez des sites web de qualité traitant du thème abordé ici, merci de compléter l'article en donnant les références utiles à sa vérifiabilité et en les liant à la section « Notes et références ».
Serge Orru, né le 15 avril 1953 à Sfax (Tunisie), est un chroniqueur et militant écologiste. Il est le directeur général du WWF France de 2006 à 2012. 

## Biographie
Pendant près de 20 ans, Serge Orru a travaillé dans le tourisme (chez Tourisme et travail puis chez Touristra). Initiateur de ski de fond, responsable d'animation, directeur-adjoint puis directeur d'installations touristiques (Le Marskstein, l'Ile de Ré, Bormes-les-Mimosas, Super-Besse, Calvi), il devient directeur du département France en novembre 1985 jusqu'en juin 1996, gérant une vingtaine d'hôtels et villages de vacances et près d'un millier de salariés.
Il est également réalisateur. En 1986, il produit la pièce de théâtre Kabaret de la dernière chance d’Oscar Castro et Pierre Barouh. En avril 1986, il coréalise avec Patrice Barrat de l’Agence Gamma Liberté, Égalité selon Fidel (Prix du meilleur documentaire 52 min). En 1988, il est assistant sur le film Nous nous sommes tant aimés à Santiago pour l’agence Interscoop avec Frédéric Laffont et Pierre Barouh. En 2002, il coréalise avec Éric Guéret et Marco Biancarelli la Lettre de Porto Alegre.
Entre 1986 et 1988, il est le manager de la chanteuse Maurane.
Créateur en 1992 du Festival du Vent. Cet événement pluridisciplinaire parrainé par Jacques Higelin puis Anita Conti et aujourd'hui par Isabelle Autissier et Yann Artus Bertrand est issu d'un concept reliant l'art, la science, le sport, les droits humains et sociaux, l'économie et la sociologie, le développement humainement soutenable à l'écologie.
Initiateur de la campagne Halte aux sacs plastiques qui a permis la baisse drastique des sacs à usage unique en France[réf. nécessaire] (20 milliards en 2003 et moins de un milliard en 2012). Initiateur de la campagne Oui au papier recyclé qui a permis l'utilisation du recyclé[réf. nécessaire] lors de l'élection présidentielle de 2007. Initiateur de la campagne Sème pas tes piles car à peine 30 % des piles usagées sont recyclées en France.
Édition d'ouvrages d’éducation à l'environnement : Ecojolie, Ecolomag, Ecoviva, l'écologie au quotidien et les bandes dessinées Tino. Premier Festival écoconçu en collaboration avec l'Ademe. Membre fondateur de l'Alliance pour la Planète et membre du Réseau Environnement Santé et du comité 21.
En 1999, la campagne Halte aux sacs plastiques! est initiée sur l’Île de Beauté. En 2000, il crée et réalise pour le Conseil Général du Val-de-Marne, le Festival de l’OH, une manifestation de sensibilisation sur les enjeux mondiaux de l’eau, ainsi que de nombreux événements.
En 2004, il lance avec le WWF France la campagne Du Jetable au Durable. Après une collaboration avec Thierry Kazazian, un des fondateurs du premier réseau international de concepteurs et styliciens travaillant dans l'optique d'un développement soutenable (écoconception).
En 2006, il devient Directeur général du WWF France, poste qu'il quitte le 30 septembre 2012. Au sein du WWF France, il participe notamment à la création d'un réseau social : Planète Attitude , à l'initiative Earth Hour (1h pour la planète), au lancement en 2009 d'une campagne sur 3 ans : Oui au bio dans ma cantine donc l’objectif est « de favoriser l’introduction de produits biologiques dans la restauration collective pour répondre à l’objectif fixé lors du Grenelle de l’environnement d’introduire 20 % de produits bio dans la restauration collective à horizon 2012 ».
Il participe aux côtés de nombreuses autres associations, à la création de l’Alliance pour la Planète en 2006. 
Il est également l'auteur de Pierre Rabhi, Le Fertile, paru aux éditions Textuel en octobre 2011, ,.
En octobre 2012, Anne Hidalgo et Serge Orru lancent l'appel contre les mégots abandonnés.
Durant la conférence environnementale, il a été facilitateur à la table ronde sur l'économie circulaire avec les ministres Hamon, Martin et Montebourg . 
Il est également l'auteur du Rapport sur l'Économie circulaire et l'Écologie urbaine . 
Depuis avril 2014, Serge Orru est Conseiller auprès de la Maire de Paris . Il est à l'origine en 2024 du Prix Michèle Rivasi destiné à récompenser les lanceurs d'alerte.

## Fonctions
- Membre du Haut Conseil de la Vie Associative depuis septembre 2011
- Vice-Président du Conseil National de l'Air depuis avril 2011
- Membre du Conseil d'administration de la Fondation Pierre Rabhi depuis 2010
- Membre en tant que personnalité extérieure du Collège de la Fondation d'entreprise du Crédit Agricole de Corse depuis 2010
- Membre du Conseil d'administration de la Fondation GoodPlanet depuis 2009
- Membre du Comité d'éthique de la Fédération internationale des droits de l'homme (FIDH) depuis 2008
- Président d’honneur du Festival du Vent depuis 2007
- Membre du Conseil d'administration du Centre national d'information indépendante sur les déchets (CNIID) depuis 2005
- Membre du Conseil d’Administration de la Faculté des Sciences et Techniques de l’Université de Corse Pascal-Paoli de 2004 à 2008
- Personnalité qualifiée au Conseil Économique, Social et Culturel de Corse de 1999 à 2005
- Conseiller municipal de Calvi de 1995 à 2001
- Membre du comité de rédaction de la revue Vraiment Durable
- Membre du Conseil d'Administration de l'Association "Oser Paris" Soutien à Anne Hidalgo Candidate à la Mairie de Paris

## Distinctions
- Officier de la Légion d'honneur le 14 avril 2017 (chevalier du 30 juin 2008)[11]
- Chevalier de l'Ordre national du Mérite
- Élu « Homme corse de l’année » en 2008 par le quotidien Corse-Matin